# Pijndershuisje
Het Pijndershuisje (ook Rijkepijndershuisje genoemd) is een historisch pand aan het Jan van Eyckplein in Brugge. Het staat aan de linkerzijde van het Tolhuis. Het pand heeft een van de smalste gevels van Brugge.
Het Pijndershuisje is in 1470 gebouwd voor de pynders: de sjouwers die de goederen naar het Tolhuis moesten brengen. De naam verwijst naar de pijn die deze mensen leden onder de zware last. Op de gevel van het Pijndershuisje staan de kromgebogen sjouwers afgebeeld.